# Atopsyche choronica
Atopsyche choronica là một loài Trichoptera trong họ Hydrobiosidae. Chúng phân bố ở vùng Tân nhiệt đới.